# Pfarrkirchen bei Bad Hall
Pfarrkirchen bei Bad Hall är en ort och kommun i Österrike. Den ligger i distriktet Steyr-Land i förbundslandet Oberösterreich, 160 kilometer väster om huvudstaden Wien. 
Kommunen består av fyra orter (Ortschaften) (inom parentes invånarantal 1 januari 2024):
- Feyregg (881)
- Mühlgrub (356)
- Möderndorf (196)
- Pfarrkirchen bei Bad Hall (906)